# Hugo Vallazza
Hugo Vallazza (* 30. Oktober 1955 in St. Ulrich in Gröden; † 2. April 1997 ebenda) war ein abstrakter Südtiroler Maler, der dem Minimalismus zugeordnet werden kann.

## Leben und Werk
Hugo Vallazza besuchte zuerst die staatliche Kunstlehranstalt in St. Ulrich in Gröden; ab 1974 studierte er Malerei an der Akademie der bildenden Künste in Wien in der Klasse von Max Weiler. Im Jahr 1979 kehrte er nach Südtirol zurück. Er lebte und arbeitete in St. Ulrich in Gröden.
Das künstlerische Werk von Hugo Vallazza ist zwischen 1976 und 1995 entstanden und war bis zu seinem Tod nur in Fachkreisen bekannt.
Das Eigenständige seiner Malerei auf Leinwand und auf Papier liegt in der rigorosen Selbstbeschränkung auf die Elemente von Farbe und Naturform bei einer gleichzeitigen Minimierung inhaltlicher oder formaler Bedeutungen. Mit der Reduktion und Konzentration auf das Einfache und Elementare im Bildaufbau wird der Betrachter herausgefordert, sich mit Erfahrungen der Leere und des Nichts auseinanderzusetzen. In seinen Aufzeichnungen und Schriften reflektiert Hugo Vallazza den Verlust der Möglichkeiten, sich mit seiner Malerei auf etwas anderes als das sinnliche Erlebnis von Farbe und die Erfahrung der Bedeutungslosigkeit zu beziehen.

## Ausstellungen  (Auswahl)
- 1977 St. Ulrich in Gröden (Circolo), erste Einzelausstellung
- 1989 Wien, REM (Wiener Künstlergruppe), Beteiligung
- 2011 Kunst Meran, erste große Retrospektive
- 2011 St. Ulrich in Gröden (Circolo), Retrospektive

## Publikationen
- Ladinisches Kulturinstitut Micura de Rü (Hrsg.): Werkverzeichnis Hugo Vallazza. (Umfassender Bestandskatalog samt digitaler Fotodatei, Text von Markus Klammer, Fotografie von Thaddäus Salcher). Wolkenstein/Gröden 2010.
- Markus Klammer (Hrsg.): Hugo Vallazza. Farbe. Form. Natur. Schriften, Monografie und Werkübersicht. Wienand Verlag 2011. ISBN 978-3-86832-057-2